# 曼達里奇山
曼達里奇山（英語：Mandarich Massif）是南極洲的山峰，位於奧次地，處於布雷徹冰川和特旺布利冰川的伯德冰川南岸，海拔高度1,860米，現時由南極條約體系管理。